# Pfarrkirche Merkersdorf

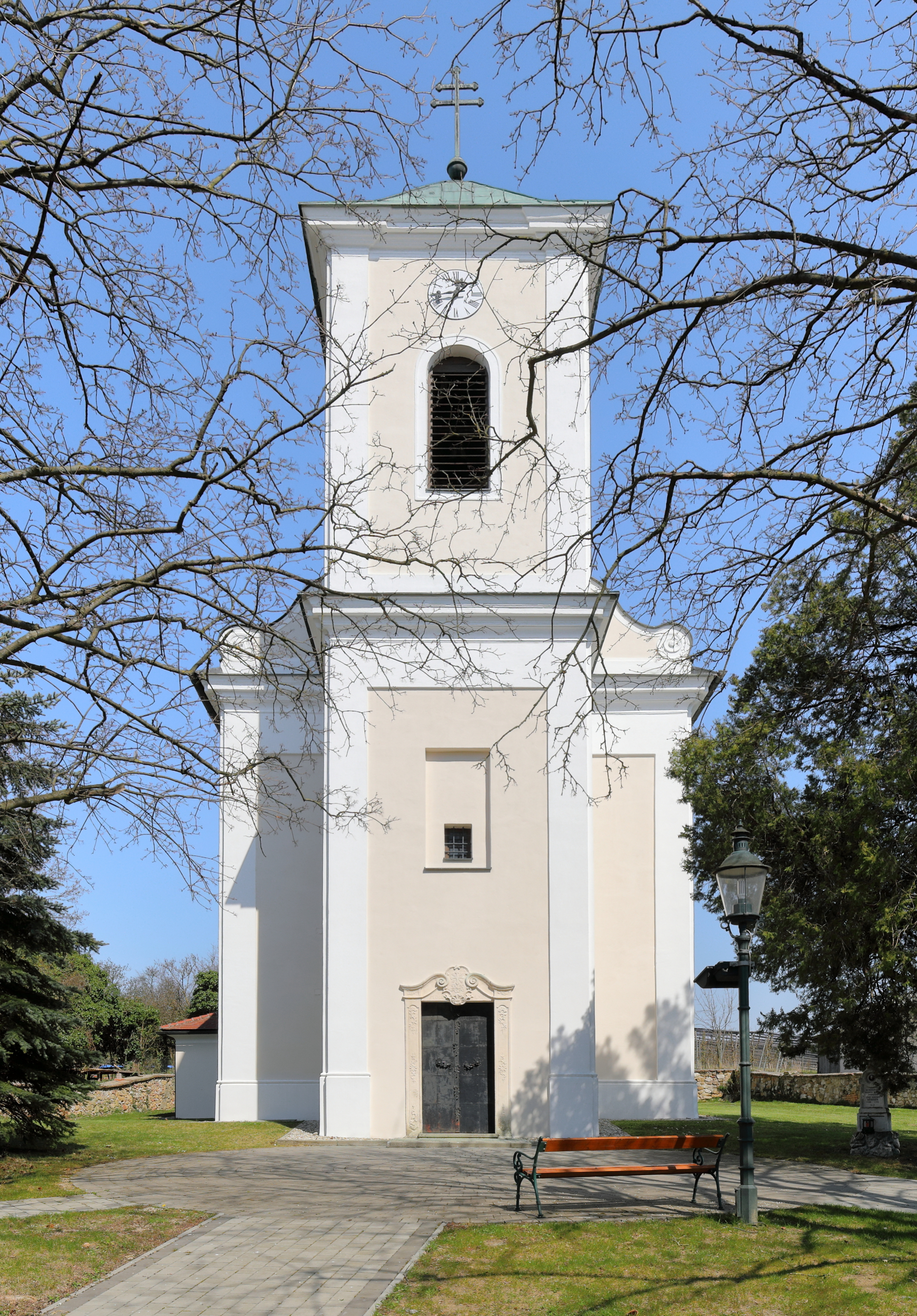
Turmfassade der Pfarrkirche Merkersdorf

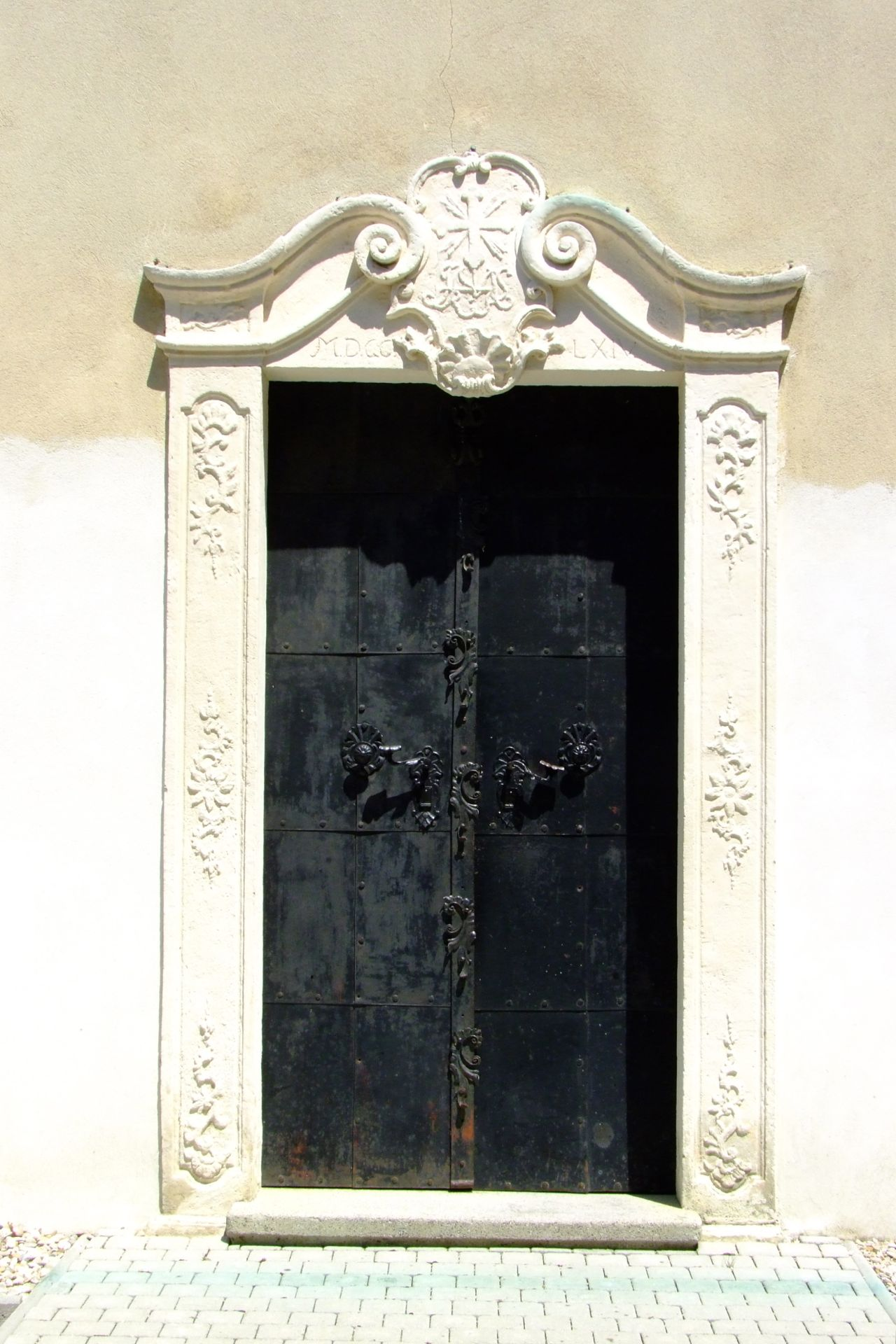
Rokokoportal der Pfarrkirche Merkersdorf

Die Pfarrkirche Merkersdorf steht im Ort Merkersdorf in der Marktgemeinde Ernstbrunn in Niederösterreich. Die römisch-katholische Pfarrkirche hl. Jakobus der Ältere gehört zum Dekanat Stockerau im Vikariat Unter dem Manhartsberg in der Erzdiözese Wien. Bis 1. September 2016 gehörte sie zum Dekanat Ernstbrunn. Die Kirche steht unter Denkmalschutz.

## Geschichte
Das ehemalige Angerdorf Merkersdorf liegt westlich von Ernstbrunn in einer Senke beim Senningbach. Der Ort wurde 1150/1160 urkundlich genannt. Um 1200 bestand eine Pfarre. 1719 wurde von der Herrschaft Ernstbrunn die Pfarre neu aufgerichtet. 1764 wurde mit dem Baumeister Ignaz Gunold die Kirche erbaut.

## Architektur
Die Kirche steht erhöht im Norden über dem Ort Merkersdorf auf einer Geländestufe und ist mit einer Kirchhofmauer umgeben. Die genordete spätbarocke Saalkirche zeigt sich zum Ort mit der Turmfassade.
Kirchenäußeres
Dem Langhaus mit dem eingezogenen Chor mit einem Dreiseitschluss wurde der Turm vorgestellt. Die Fassade ist einheitlich mit Faschen und Feldern gegliedert. Das Volutengiebelportal am Turm zeigt Ornamente und Beschläge im Stil des Rokoko und die Jahresangabe 1764. Der Aufsatz des Turmes zwischen Volutenanläufen mit Eckpilastern und rundbogigen Schallfenstern trägt ein Pyramidendach. Die Sakristei ist angebaut.
Kircheninneres
Der dreijochige Saalraum und der gering eingezogene gleich hohe Chor sind mit einer Stichkappentonne überwölbt. Die Orgelempore ist eingezogen und hat eine gebauchte Mitte. Die Wände zeigen sich mit marmorierten – im Langhaus verdoppelten – Pilastern. Die Kirche zeigt eine umfassende Ausmalung im Stil des Rokoko des Malers Johann Greippel (1764). Das Langhaus zeigt die Berufung der Söhne des Zebedäus und Evangelisten, der Triumphbogen zeigt das Wappen Sinzendorf und Grisaillebüsten Peter und Paul, der Chor zeigt Engel in einer Scheinkuppel.

## Ausstattung
Die marmorierte Einrichtung stammt aus der Bauzeit. Der Hochaltar mit einer freistehenden Mensa mit einem Rokokotabernakel hat ein bekrönendes Altarbild Maria mit Kind und Rokokoaltarleuchter. An der Chorwand hängt das Altarbild Apotheose des hl. Jakobus von Johann Greippel (1765) in einem Rokokorahmen unter einer Wolkenglorie. Die Seitenaltäre zeigen links das Altarblatt Franz Xaver mit dem Oberbild Unterricht Mariä und rechts das Altarblatt Johannes Nepomuk, alle von Johann Franz Greippel, und trägt rechts oben einen Schnitzkruzifix.
Den Korb der Kanzel schuf der Tischler Johann Michael Reiff (1766). Das nischenförmige Kanzelportal ist von einer Heilig-Geist-Taube in der Glorie bekrönt. Es gibt ein Ölbild Heilung des Tobias im Stil der 2. Hälfte des 17. Jahrhunderts. Das Gestühl ist im Stil des Rokoko. Der Taufstein ist aus Rotmarmor.
Die Orgel mit einem gestaffelten zweigeteilten Rokokogehäuse bauten die Orgelbauer Josef Silberbauer (1780) und Joseph Gatto (1793). Eine Glocke goss Ludwig Korrentsch (1858).